# Tapir (skała)

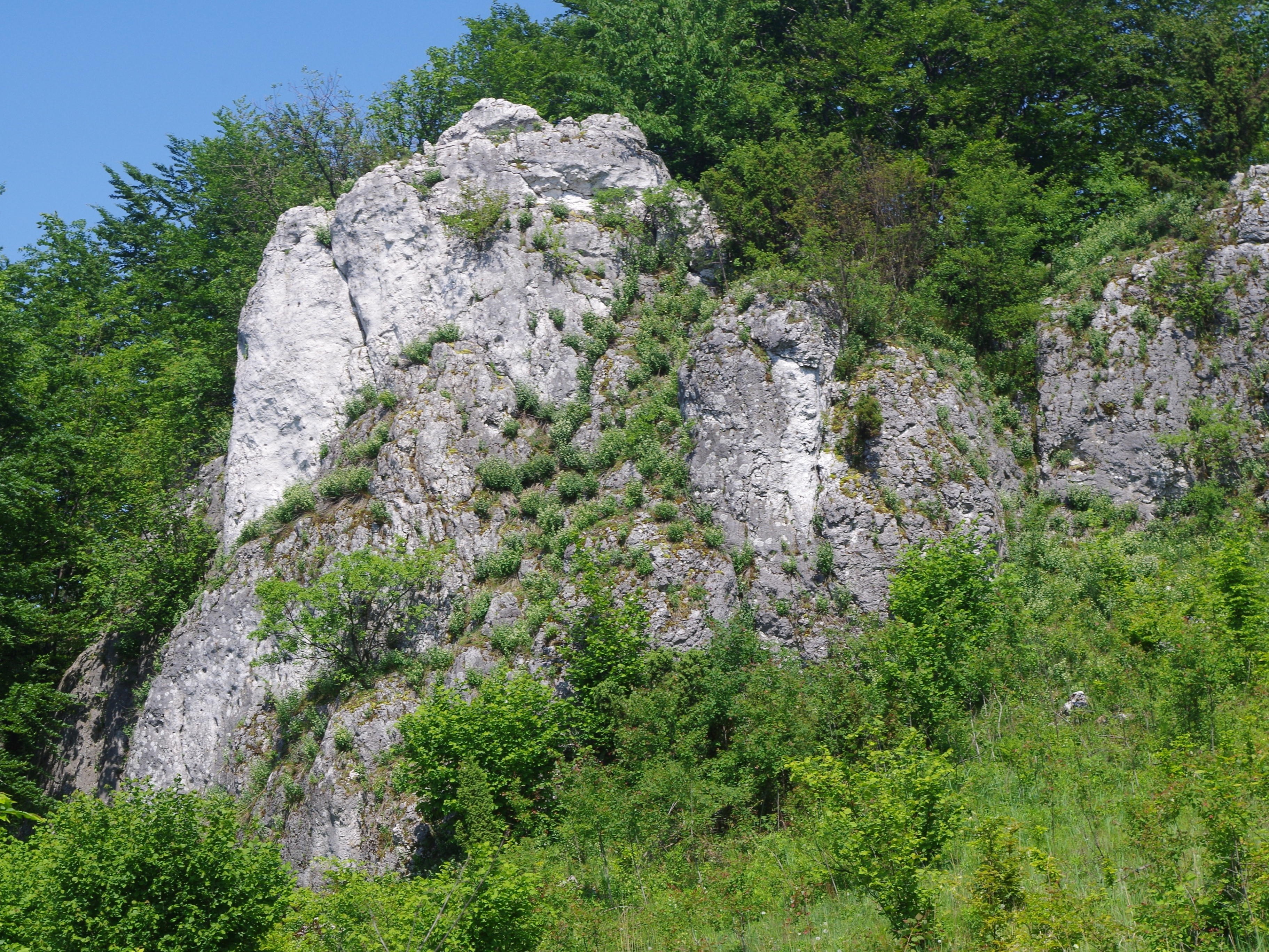
Tapir od południowego zachodu

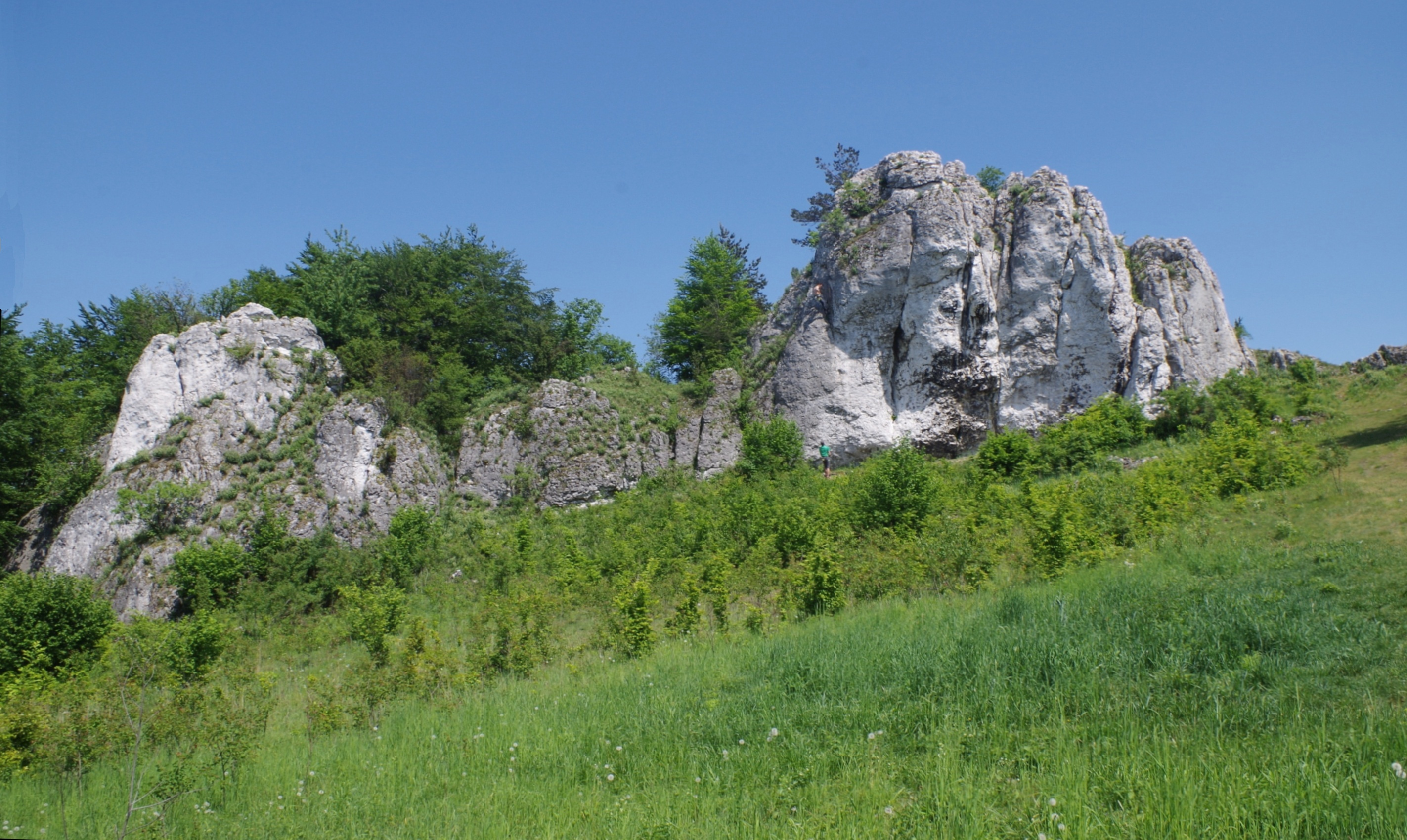
Tapir (po lewej) i Nosorożec

Tapir – skała na Wielkim Grochowcu w miejscowości Ryczów w województwie śląskim, w powiecie zawierciańskim, w gminie Ogrodzieniec. Należy do Ryczowskiego Mikroregionu Skałkowego na Wyżynie Częstochowskiej.
Tapir wraz ze skałą Nosorożec znajdują się na przedłużeniu północnej grzędy Wielkiego Grochowca. Tapir stanowi zachodnie zakończenie tej grzędy i jest niższy od Nosorożca. Skały oddalone są od siebie o około 20 m i połączone niską, skalną grzędą. Znajdują się na terenie otwartym, ich ściany wspinaczkowe o wystawie zachodniej i południowo-zachodniej opadają na polanę, szczyt i północno-wschodnie zbocza porośnięte są krzewami. Obydwie skały są łatwo dostępne, znajdują się w odległości około 350 m od drogi z Ryczowa do Żelazka, na łąkach poza zabudowanym obszarem Ryczowa.

## Drogi wspinaczkowe
Tapir jest popularnym celem wspinaczki. Zbudowany jest z twardych wapieni skalistych, ma pionowe lub przewieszone ściany o wysokości 10–16 m. Występują w nim takie formacje skalne jak filar, komin i zacięcie. Wspinacze poprowadzili na nim 5 dróg wspinaczkowych o trudności od III do VI+ w skali trudności Kurtyki. Dwie z nich mają zamontowane stałe punkty asekuracyjne: ringi (r) i stanowiska zjazdowe (st).
1. Death minus; III, 10 m
2. Gitara dobro; 6r + st, VI.1, 12 m
3. Najwolniejsza; 5r + st, VI+, 12 m
4. Rysa Tapira; V, 12 m
5. Najszybsza; VI+, 12 m[4].